# Cuon alpinus europaeus
Cuon alpinus europaeus és una subespècie extinta del cuó que visqué a gran part de l'Europa Occidental i Central durant el Plistocè mitjà i superior. Igual que les poblacions asiàtiques modernes, era una forma més avançada que altres membres prehistòrics del gènere Cuon. Tenia la dent molar inferior transformada en una única dent tallant amb cúspides. Era pràcticament indistingible del seu homòleg modern, excepte per la seva mida, que era més gran i ranejava a la del llop.

## Llinatge evolutiu
Cuon alpinus priscus fou el primer membre de gènere Cuon del Plistocè mitjà identificat a Europa. Fou seguit per Cuon alpinus fossilis i Cuon alpinus europaeus, del Plistocè mitjà i superior. Se suposa que la seqüència evolutiva és C. a. priscus → C. a. fossilis → C. a. europaeus. En comparació, Cuon alpinus antiquus fou actiu al Plistocè mitjà de la Xina, mentre que Cuon alpinus caucasicus fou actiu al Plistocè superior del Caucas.
C. a. europaeus s'extingí a gran part d'Europa durant les glaciacions würmianes, encara que podria haver sobreviscut a la península Ibèrica fins a principis de l'Holocè.

## Competència
A l'Europa de fa entre 450.000 i 650.000 anys, Lycaon lycaonoides dominava els espais oberts, mentre que C. a. priscus preferia els boscos, els altiplans i les muntanyes. Canis mosbachensis, un llop petit i primitiu, hi coexistia en tots aquests medis. Fa entre 430.000 i 480.000 anys començaren a minvar les poblacions i la distribució de L. lycaonoides fins que s'extingí arreu d'Euràsia fa entre 450.000 i 400.000 anys. Fa entre 300.000 i 400.000 anys, C. a. europaeus encara era de mida similar a la del llop, però el llop anava fent-se gros a poc a poc. Fa entre 250.000 i 300.000 anys, el llop passà a ocupar el nínxol dominant que anteriorment havia ocupat L. lycaonoides. La competència amb el llop feu que C. alpinus s'encongís i s'adaptés per caçar i viure en boscos, altiplans i muntanyes.